# Az ABBA dalainak listája
A lista az ABBA svéd együttes dalait tartalmazza ábécésorrendben.
| Ábécé szerinti tartalomjegyzék                      |
| --------------------------------------------------- |
| A B C D E F G H I J K L M N O P Q R S T U V W X Y Z |

## A
- Al Andar (a Move on spanyol változata)
- Andante, Andante
- Angeleyes
- Another Town, Another Train
- Arrival
- As Good as New

## B
- Bang-A-Boomerang
- Bumblebee

## C
- Cassandra
- Chiquitita
- Chiquitita [spanyol változat]
- Conociéndome, Conociéndote (a Knowing Me, Knowing You spanyol változata)
- Crazy World

## D
- Dame! Dame! Dame! (a Gimme! Gimme! Gimme! spanyol változata)
- Dance (While the Music Still Goes On)
- Dancing Queen
- The Day Before You Came
- Disillusion
- Does Your Mother Know
- Don't Shut Me Down
- Dream World
- Dum Dum Diddle

## E
- Eagle
- Elaine
- Estoy Soñando (az I Have a Dream spanyol változata)

## F
- Felicidad (a Happy New Year spanyol változata)
- Fernando
- Fernando [spanyol változat]
- Fernando [svéd – Frida szólója]
- From A Twinkling Star To A Passing Angel

## G
- Gimme! Gimme! Gimme! (A Man After Midnight)
- Gonna Sing You My Love Song
- Gracias Por La Música (a Thank You for the Music spanyol változata)

## H
- Happy Hawaii
- Happy New Year
- Hasta Mañana
- Hasta Mañana [spanyol változat]
- He Is Your Brother
- Head Over Heels
- Hey, Hey Helen
- Hole in Your Soul
- Honey, Honey

## I
- I Am Just a Girl
- I Am the City
- I Can Be That Woman
- I Do, I Do, I Do, I Do, I Do
- I Have a Dream
- I Let The Music Speak
- I Saw It in the Mirror
- I Still Have Faith in You
- I Wonder (Departure)
- I’m a Marionette
- I’ve Been Waiting For You
- If It Wasn’t for the Nights
- Intermezzo No. 1

## J
- Just A Notion
- Just Like That

## K
- Keep An Eye On Dan
- The King Has Lost His Crown
- King Kong Song
- Kisses of Fire
- Knowing Me, Knowing You

## L
- La Reina Del Baile (a Dancing Queen spanyol változata)
- Lay All Your Love on Me
- Like an Angel Passing Through My Room
- Little Things
- Love Isn’t Easy (But It Sure Is Hard Enough)
- Lovelight
- Lovers (Live a Little Longer)

## M
- Mamma Mia
- Man in the Middle
- Me and Bobby and Bobby’s Brother
- Me and I
- Medley 
(Pick a Bale of Cotton/On Top of Old Smokey/Midnight Special)
- Merry-Go-Round
- Money, Money, Money
- Move On
- My Love, My Life
- My Mama Said

## N
- The Name of the Game
- Nina, Pretty Ballerina
- No Doubt About It
- No Hay A Quien Culpar (a When All Is Said And Done spanyol változata)

## O
- Ode To Freedom
- On and On and On
- One Man, One Woman
- One of Us
- Our Last Summer

## P
- People Need Love
- Pick a Bale of Cotton
- The Piper
- Put On Your White Sombrero

## R
- Ring Ring
- Ring Ring (Bara Du Slog En Signal) [svéd változat]
- Ring Ring [német változat]
- Ring Ring [spanyol változat]
- Ring Ring [1974 US Remix]
- Rock Me
- Rock’n Roll Band

## S
- SOS
- Santa Rosa
- Se Me Está Escapando (a Slipping Through My Fingers spanyol változata)
- She’s My Kind of Girl
- Should I Laugh or Cry
- Sitting in the Palmtree
- Slipping Through My Fingers
- So Long
- Soldiers
- Summer Night City
- Super Trouper
- Suzy-Hang-Around

## T
- Take a Chance on Me
- Thank You for the Music
- That’s Me
- Tiger
- Tropical Loveland
- Two for the Price of One

## U
- Under Attack

## V
- The Visitors
- Voulez-Vous

## W
- Watch Out
- Waterloo
- The Way Old Friends Do
- What About Livingstone
- When All Is Said and Done
- When I Kissed the Teacher
- When You Danced With Me
- Why Did It Have to Be Me?
- The Winner Takes It All
- Waterloo [francia változat]
- Waterloo [német változat]
- Waterloo [svéd változat]

## Y
- You Owe Me One

## Å
- Åh, Vilka Tider